# Кьолн (бронепалубен крайцер, 1909)
Кьолн (на немски: SMS Cöln) е немски бронепалубен крайцер от типа „Колберг“, серия на четири еднотипни кораба, в която той е третият кораб. Участник в Първата световна война. Крайцерът е заложен през май 1908 г., спуснат е на вода на 15 юни 1909 г., влиза в строй на 16 юни 1911 г.

## История на службата
От началото на Първата световна война крайцера „Кьолн“ влиза в състава на разузнавателните сили на Флота на откритото море, командвани от контраадмирал Франц фон Хипер. Той е флагмански кораб на контраадмирал Маас, командващ флотилия от разрушители.
На 28 август 1914 г. в състава на отряд крайцери взема участие в Хелголандското сражение. В първата половина на деня „Кьолн“, плава от Вилхелмсхафен към района на остров Хелголанд и заедно с крайцера „Страсбург“ се натъкват на съединие на британски разрушители и крайцера „Аретуза“, който има повреди от скоротечното си сражение с крайцера „Майнц“. Увлечен в боя, „Кьолн“ пропуска приближаването на съединение от британски линейни крайцери, промъкнали се към мястото на боя по прикритието на мъгла.
В 12 часа и 37 минути линейните крайцери откриват огън по „Кьолн“, нанасяйки му тежки повреди, след което крайцерът успява също да се скрие в мъглата. В 13 часа и 25 минути британския отряд линейни крайцери отново открива „Кьолн“, дава по него няколко прицелни залпа. След това лекия крайцер „Кьолн“ се преобръща и потъва с целия си екипаж, спасява се само един човек.

## Командири на кораба
- корветенкапитан (капитан 3-ти ранг) Александр Ердман (юни – октомври 1911)
- фрегатенкапитан (капитан 2-ри ранг) Ханс Зенкер (октомври 1911 – септември 1913)
- фрегатенкапитан Ханс Мейдингер (септември 1913 – август 1914)

## Коментари
1. ↑  Всички данни са към момента на влизането в строй.
2. ↑  Префиксът „SMS“ е от на немски: Seiner Majestat Schiff (Кораб на Негово Величество).
3. ↑  Според немската класификация те се обозначават като малки крайцери (на немски: Kleiner Kreuzer).